# Play-Ready
Play-Ready este un film românesc din 1972 regizat de Constantin Vaeni. Rolurile principale au fost interpretate de actorii Ion Țiriac, Ilie Năstase.

## Distribuție
Distribuția filmului este alcătuită din:
- Ion Țiriac
- Ilie Năstase